# Fiennes Cornwallis, 3. Baron Cornwallis
Fiennes Neil Wykeham Cornwallis, 3. Baron Cornwallis OBE, DL (* 29. Juni 1921; † 6. März 2010) war ein britischer Peer.

## Leben und Karriere
Cornwallis war das jüngste Kind und einziger Sohn von Colonel Wykeham Stanley Cornwallis, 2. Baron Cornwallis (1892–1982) und Cecily Etha Mary (geborene Walker, † 1943). Er hatte eine ältere Schwester, Rosamond Patricia Susan Anne Cornwallis (1918–1960).
Cornwallis besuchte das Eton College. Im Zweiten Weltkrieg diente er von 1941 bis 1944 als Lieutenant bei den Coldstream Guards. Danach schied er wegen einer Kriegsverletzung aus dem Dienst aus.
Cornwallis war Eigentümer umfangreicher Obstplantagen, die er selbst bewirtschaftete.
Er war Mitglied in mehreren Ausschüssen des House of Lords und bei der Europäischen Kommission, in denen er die Interessen der Obstbauern vertrat und sich insbesondere für die Belange kleinerer Firmen einsetzte. Er war von 1952 bis 1954 Präsident der British Agricultural Contractors' Association. Von 1957 bis 1963 und erneut von 1986 bis 1998 war er Präsident der National Association of Agricultural Contractors. 1968 wurde er Direktor der Plant Building Society, von 1971 bis 1975 war er deren Vorsitzender. Von 1972 bis 1989 war er Vorsitzender des Food Aid Convention Fruit Forum. Cornwallis war von 1975 bis 1986 Vertreter („Representative“) der Horticultural Co-operatives bei der Europäischen Wirtschaftsgemeinschaft. Von 1979 bis 1982 gehörte er dem Confederation of British Industry Smaller Firms Council an, von 1979 bis 1982 war er dessen Vorsitzender. Dem United Kingdom Quality Assurance Scheme gehörte er von 1986 bis 1989 an. Von 1993 bis 1997 war er Präsident von English Apples and Pears Ltd, von 1989 bis 1993 dessen Vorsitzender.

## Mitgliedschaft im House of Lords
Nach dem Tod seines Vaters 1982 folgte er diesem als Baron Cornwallis nach und wurde Mitglied im House of Lords. Von 1994 bis 1998 war er Mitglied der All-Party Parliamentary British Fruit Group. Er war 1989 deren Gründer. Seinen Sitz im Oberhaus verlor er 1999 mit dem House of Lords Act 1999.

## Freimaurer
Er wurde 1954 in die Douglas Lodge No. 1725, Maidstone eingeführt. 1962 wurde er Provincial Senior Grand Warden von Kent sowie 1963 Senior Grand Warden. Ein Interesse an der Wohlfahrtspflege führte zu seinem Engagement in der früheren Royal Masonic Institution for Boys, deren Vorsitzender er von 1966 bis 1972 war.
1971 wurde er Assistant Grand Master. Kurz danach wurde das Bagnall Committee eingesetzt, um die Wohlfahrtarbeit der Freimaurerlogen zu untersuchen. Nach Abschluss seines Berichts wurde er vom Großmeister gebeten, das Grand Master’s Committee zu leiten, um wichtige Reformen durchzuführen. Dies führte zu Umstrukturierungen in der Wohlfahrtsarbeit der Freimaurerlogen, wozu Cornwallis einen nicht unerheblichen Beitrag leistete.
1976 wurde er Deputy Grand Master und Second Grand Principal. Cornwallis war von 1982 bis 1991/1992 „Pro Grand Master“ und „Pro First Grand Principal“ der Vereinigten Großloge von England. Dann trat er in den Ruhestand ein.
Cornwallis beschäftigte sich während seiner Amtszeit insbesondere mit der Frage der öffentlichen Wahrnehmung der Freimaurerei, der politischen Einflussnahme, mit Anfragen der Anglikanischen Kirche und der Methodistischen Kirche betreffend die Vereinbarkeit von Freimaurerei und Christentum sowie mit Problemen des früheren Masonic Hospital. Er setzte sich für eine neue Politik der Offenheit ein.

## Weitere Ämter und Ehrungen
Von 1962 bis 1969 war er Executive Governor der Cobham Hall School. Von 1975 bis 1979 war er Vorsitzender der Magnet and Planet Building Society. Cornwallis war von 1979 bis 1981 und 1990 bis 1992 bei der Town and Country Building Society tätig, von 1979 bis 1992 als deren Direktor. Von 1979 bis 1998 war er Mitglied des Treuhandrates des Chevening Estate, von 1981 bis 1998 Vorsitzender von dessen Executive Committee. Von 1992 bis 1999 war er Direktor der Sevenoaks School.
In Anerkennung für seine Verdienste wurde er 1963 zum Officer des Order of the British Empire ernannt. 1976 wurde er zum Deputy Lieutenant von Kent ernannt. Er war Liveryman der Worshipful Company of Fruiterers. Außerdem war er Fellow des Institute of Horticulture und der Royal Philatelic Society London.

## Familie
Cornwallis war dreimal verheiratet. Seine erste Frau war Judith Lacy, geborene Scott, Tochter von Lieutenant-Colonel Geoffrey Lacy Scott. Sie heirateten am 17. Oktober 1942 und ließen sich 1948 scheiden. Zusammen hatten sie zwei Kinder, einen Sohn und eine Tochter, die 1966 verstarb. In zweiter Ehe war er ab 1. Juni 1951 mit Agnes Jean Russell (geborene Landale) verheiratet, der Tochter von Captain Henderson Russell Landale. Mit ihr hatte er vier Kinder, einen Sohn und drei Töchter. Lady Cornwallis starb am 15. März 2001. Fiennes Cornwallis heiratete am 6. April 2002 Stephanie Coleman. Sie starb am 4. Dezember 2009.
Lord Cornwallis starb am 6. März 2010 im Alter von 88 Jahren. Den Titel des Baron Cornwallis erbte sein Sohn Jeremy.